# Pedicularis sanguilimbata
Pedicularis sanguilimbata är en snyltrotsväxtart som beskrevs av Robert Reid Mill. Pedicularis sanguilimbata ingår i släktet spiror, och familjen snyltrotsväxter. Inga underarter finns listade i Catalogue of Life.